# Nair

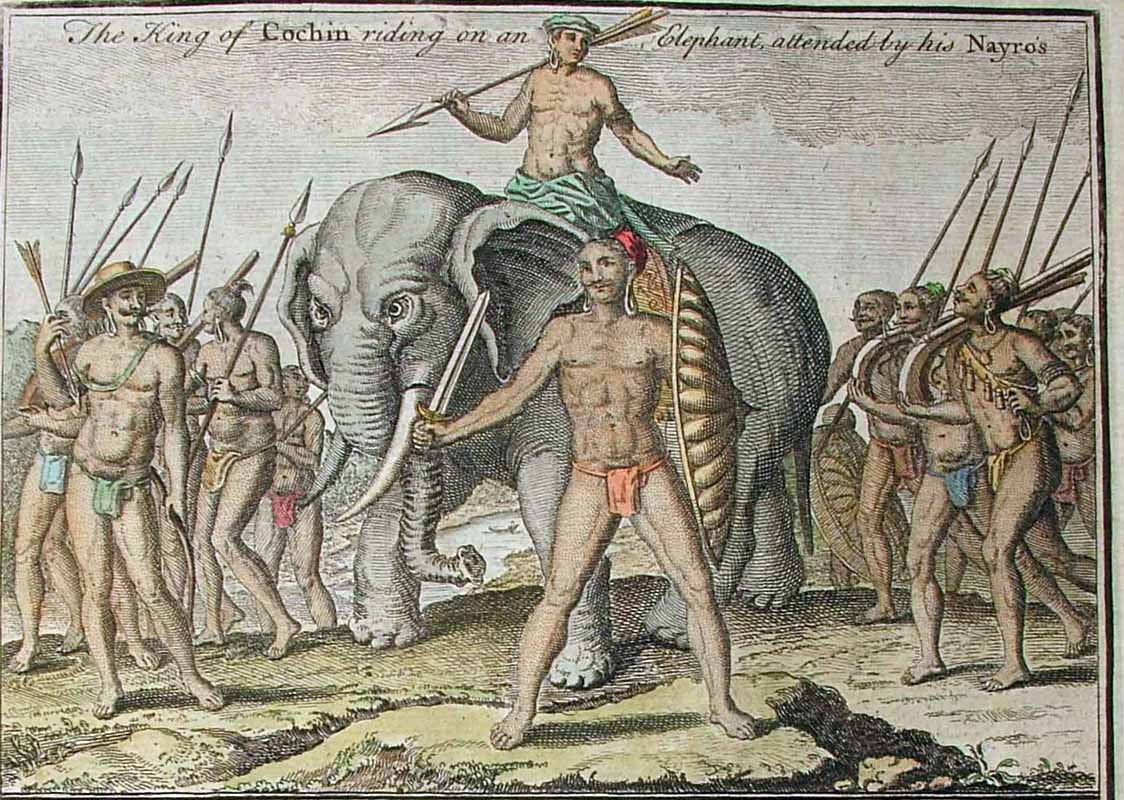
16e-eeuwse afbeelding uit een verslag van de Nederlandse spion en ontdekkingsreiziger Jan Huyghen van Linschoten, voorstellende "de koning van Cochin" omringd door zijn nairs.

Nair of nayar (Malayalam: നായര്, ṉōyarr, IPA: [naːjar]) is de naam van een groep hindoeïstische krijgerkasten in de Zuid-Indiase staat Kerala. De nair was de krijgshaftige adel, vergelijkbaar met kshatriya's in het noorden van India. De nairs komen prominent voor in de geschiedenis van Kerala en waren lange tijd feodale heren en krijgers voordat de namboothiri-brahmanen kwamen, die de varna's en het kastensysteem invoerden.